# Пета (кішка)
Пета (англ. Peta) — кішка, яка була головним мишоловом у кабінеті уряду Сполученого Королівства в період з 1964 року та іноді між 1969 і 1976 роками. Вона була першою кішкою-самицею в цій ролі. Вона замінила Пітера ІІІ, котрий помер у віці 16 років у 1964 році. Після його смерті, лейтенант-губернатор острову Мен, сер Рональд Гарві, запропонував, щоб Пітера ІІІ замінила менська кішка і відправив Пету в кабінет. Вона була лінивою й галасною, і в 1969 році деякі державні службовці намагалися прибрати її з кабінету міністрів, але цього не сталося через ризик погіршення репутації. Її наступником був Вілберфорс, який став наступним головним мишоловом в 1970-х роках.